# Achiet-le-Petit
Achiet-le-Petit ist eine französische Gemeinde im Département Pas-de-Calais in der Region Hauts-de-France. Sie gehört zum Kanton Bapaume im Arrondissement Arras.

## Lage
Achiet-le-Petit liegt an der Grenze zum Département Somme, 18 Kilometer südwestlich von Arras. Sie grenzt im Nordosten an Courcelles-le-Comte, im Osten an Achiet-le-Grand, im Südosten an Bihucourt (Berührungspunkt) und Grévillers, im Süden an Irles, im Südwesten an Miraumont, im Westen an Bucquoyim Nordwesten an Ablainzevelle. 
Die Bahnstrecke Paris–Lille passiert Achiet-le-Petit in dessen Südosten. Der Bahnhof Achiet befindet sich in Achiet-le-Grand.

## Bevölkerungsentwicklung
| Jahr                       | 1962 | 1968 | 1975 | 1982 | 1990 | 1999 | 2006 | 2014 | 2022 |
| -------------------------- | ---- | ---- | ---- | ---- | ---- | ---- | ---- | ---- | ---- |
| Einwohner                  | 407  | 358  | 358  | 355  | 348  | 328  | 321  | 309  | 311  |
| Quellen: Cassini und INSEE |      |      |      |      |      |      |      |      |      |

## Sehenswürdigkeiten
- Kirche Saint-Martin

Der deutsche Soldatenfriedhof wurde nach der Schlacht an der Somme während des Ersten Weltkriegs für 1314 gefallene Deutsche angelegt. Er enthält Einzelgräber mit je einem Metallkreuz. Siehe auch Liste von Kriegsgräberstätten in Frankreich.

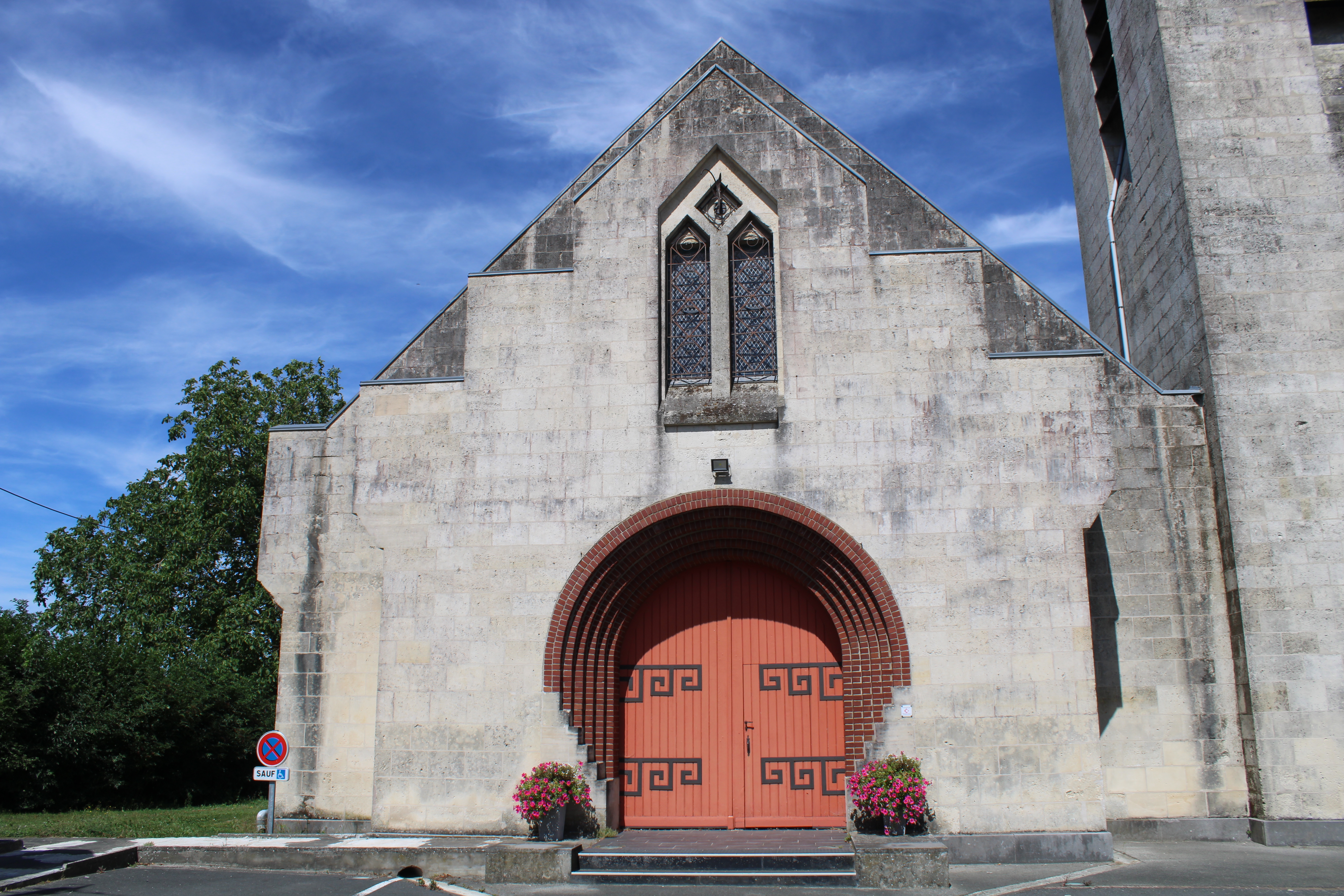
Kirche Saint-Martin
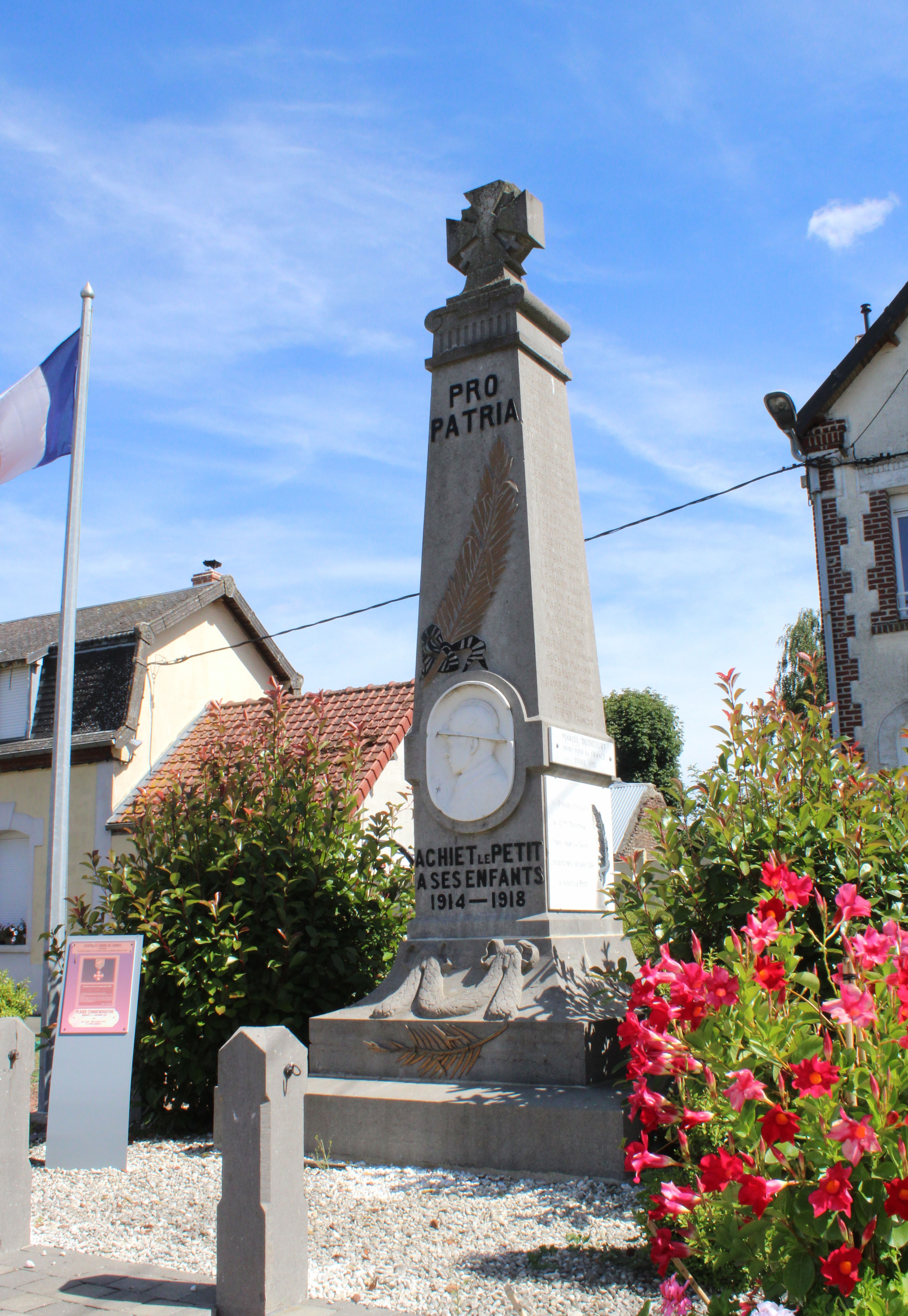
Gefallenendenkmal
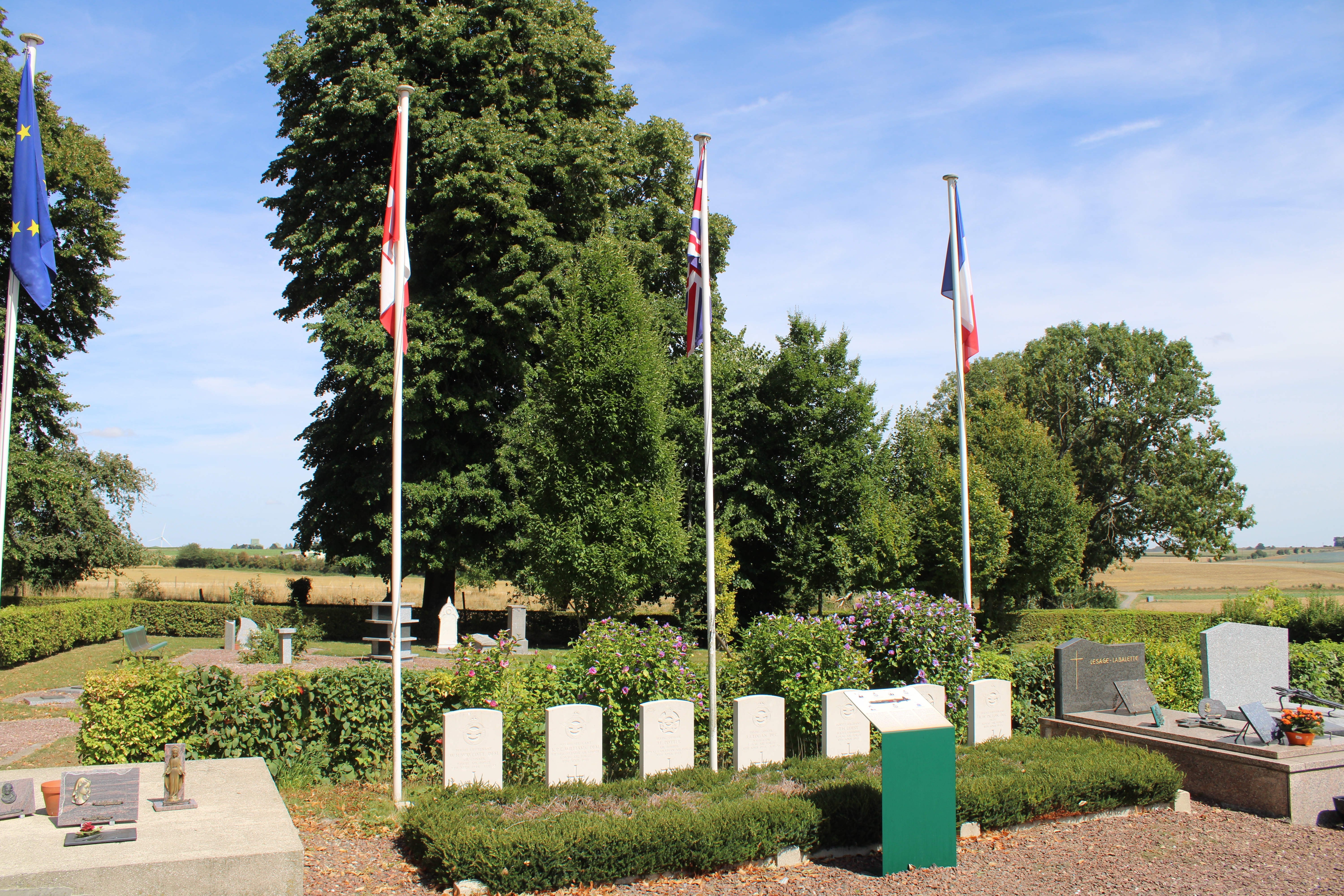
Soldatenfriedhof des Commonwealth
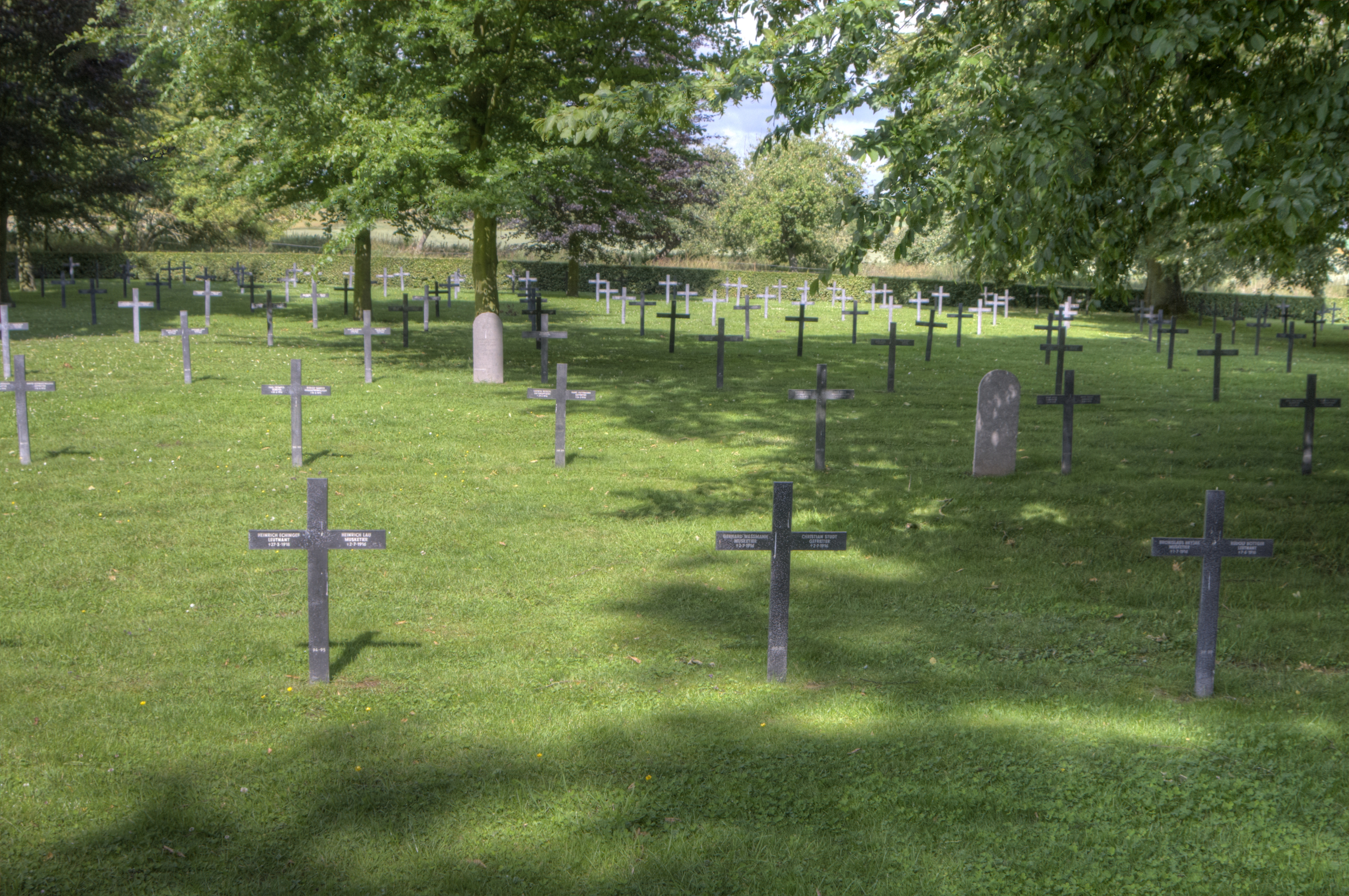
Deutscher Soldatenfriedhof

## Persönlichkeiten
- Guillaume-Marie-Joseph Labouré (1841–1906), Geistlicher
- Karl Albert de Longueval (1607–1663), Ritter des Ordens vom Goldenen Vlies, besaß Güter, auch in Achiet-le-Petit.